# Werner Ferrang
Werner Ferrang (* 28. Januar 1924 in Kirkel-Neuhäusel; † 31. Mai 1974 in Neunkirchen (Saar)) war ein deutscher Politiker der CDU.

## Leben und Beruf
Bis 1953 arbeitete Ferrang als Dreher. Danach wurde er Sekretär beim Christlichen Metallarbeiterverband und ab 1966 bei der IG Metall.
Politik

Ferrang trat 1959 der CDU bei. Von 1964 bis 1973 saß er im Kreistag von Neunkirchen. Bei der Bundestagswahl 1972 zog Werner Ferrang über die CDU-Landesliste des Saarlandes in den Bundestag ein und blieb dort bis zu seinem Tode im Jahr 1974. Für ihn rückte Doris Pack in den Bundestag nach.